# Colpo di Stato del 18 brumaio
Nella Francia post monarchica, il colpo di Stato del 18 brumaio, anno VIII della Rivoluzione (9 novembre 1799), compiuto da Napoleone Bonaparte, segnò la fine del Direttorio - già fautore di un colpo di Stato il 18 fruttidoro dell'anno V (4 settembre 1797) - e della Rivoluzione stessa, dando inizio al Consolato guidato dalle personalità di Bonaparte, Sieyès e Ducos. 
Dopo aver respinto l'uso della forza il 18 brumaio facendo approvare dalle assemblee un decreto che trasferì le due Camere fuori Parigi, a Saint-Cloud, e aver cercato di mantenersi nella liceità della Costituzione, protestando davanti al Consiglio degli Anziani la propria fedeltà alla Repubblica «fondata sulla vera libertà, sulla libertà civile, sulla rappresentanza nazionale», Bonaparte il 19 brumaio (10 novembre 1799) decise di rompere gli indugi. Dichiarò ad Augereau e Bernadotte:
Lo stesso giorno, la mattina, i timori dei giacobini del Consiglio dei Cinquecento si fecero più forti, il Castello di Saint-Cloud appariva in fermento e tra i deputati si faceva strada il sospetto che si preparasse un colpo di Stato volto a instaurare la dittatura. Essendo ormai praticamente disciolto il direttorio, in una situazione di profonda confusione, Napoleone entrò nella sala degli Anziani e pronunciò un discorso retorico e ostile nel quale minacciò i deputati. In risposta Bonaparte venne coperto di insulti e subì un tentativo di linciaggio da parte dei rappresentanti. Condotto via a fatica il generale, sotto una scorta di soldati guidati da Murat e Lefebvre, Sieyès consigliò di passare all'azione.
Luciano Bonaparte, presidente dell'assemblea, abbandonato il proprio seggio assieme a un drappello di granatieri, raggiunse il fratello e arringò i pretoriani, convinti che si fosse tentato di uccidere il loro generale. Guidati da Leclerc e da Murat (che urlò «sbattete fuori tutta questa gente»), gli uomini fedeli a Napoleone sgomberarono l'aula del Consiglio dei Cinquecento. In seguito vennero apprestate le misure che assegnarono il potere ai consoli e garantirono la necessaria formale legalità alla congiura. Un centinaio di deputati, tra i più malleabili, vennero costretti a votare una "dichiarazione di riconoscenza" ai generali e approvare modifiche costituzionali che rispettassero scrupolosamente la prassi parlamentare.

## Contesto
Nel novembre 1799 la Francia soffriva dei rovesci militari subiti dalle spedizioni in Medio Oriente (Campagna d'Egitto). Il pericolo di un'invasione da parte della Seconda coalizione aveva provocato un certo fermento in patria, mentre Napoleone era bloccato in Egitto.
Originariamente il colpo di Stato non fu concepito da Napoleone ma da Sieyès, uno dei componenti del Direttorio, allo scopo di scongiurare un ritorno del giacobinismo. Elettrizzata dalle vittorie di Napoleone, l'opinione pubblica ignorava ancora quello che sarebbe stato il disastroso esito della campagna egiziana; Napoleone fu ricevuto con un entusiasmo tale che Sieyès si convinse dell'indispensabilità del generale per la riuscita del suo progetto. Tuttavia, dal momento del suo ritorno, Napoleone progettò di agire a proprio esclusivo vantaggio, in definitiva guadagnando il potere per sé piuttosto che per Sieyès.
Forse i maggiori ostacoli potenziali erano dati dall'esercito: alcuni generali, come Jourdan, erano onestamente devoti alla Repubblica; altri, come Bernadotte, si credevano capaci di governare la Francia in prima persona. Con estrema sottigliezza, Napoleone seppe avvantaggiarsi dei sentimenti di ognuno, mantenendo segrete le proprie vere intenzioni.
Il piano prevedeva di costringere il Direttorio alle dimissioni e abrogare la Costituzione dell'anno III, quindi di far sì che il Consiglio degli Anziani e il Consiglio dei Cinquecento, le assemblee legislative, incaricassero un'apposita commissione di disegnare una nuova Costituzione secondo le indicazioni dei congiurati. Un fornitore dell'esercito di nome Collot anticipò due milioni di franchi per finanziare il progetto. Truppe furono dispiegate opportunamente intorno a Parigi.
Sieyès utilizzò la facoltà concessa dalla Costituzione al Consiglio degli Anziani di designare il luogo di riunione delle assemblee legislative e, con il pretesto di una sollevazione popolare, esse si trasferirono a Saint-Cloud, lontano dalla protezione della popolazione parigina. Bonaparte assicurò il sostegno delle truppe di stanza nella capitale.
Sieyès, Ducos e Barras diedero le dimissioni, e i due altri membri del Direttorio, Moulin e Gohier, furono messi sotto sorveglianza.

## Gli avvenimenti

### 17 brumaio
Il 17, sul far del giorno, il comandante di Parigi, i comandanti dei reggimenti della guarnigione, gli aiutanti di 48 sezioni, furono invitati a recarsi l'indomani mattina alle sette in rue Chantereine, dove si trovava la casa di Napoleone. La riunione, già prevista dopo il ritorno del generale, non attirò alcun sospetto; alla stessa ora furono ugualmente convocati tutti gli ufficiali disponibili. Ciascuno di essi, credendo come l'opinione pubblica che il generale stesse per partire alla volta dell'Armata d'Italia, trovò naturale la convocazione.

### 18 brumaio

#### Ore 5.00
La convocazione di una riunione per le ore 7 fu inviata al Consiglio degli Anziani, con l'esclusione di coloro che sembravano sfavorevoli al colpo di Stato.

#### Ore 7.00
Una folla di ufficiali in alta uniforme si presentò davanti al domicilio di Napoleone; questi li accolse e tracciò loro un quadro a tinte fosche della situazione del Paese, sull'orlo della catastrofe.

#### Ore 8.00
Seduta del Consiglio degli Anziani alle Tuileries. Un ispettore della sala dichiarò che degli «anarchici» si stavano preparando ad attaccare l'assemblea, e che perciò la si sarebbe trasferita fuori Parigi. Alle 8.30 un messaggero del Consiglio degli Anziani recò a Bonaparte un decreto che questi lesse al consesso degli ufficiali. Dopo la lettura, che fu seguita dal grido unanime di «Viva Bonaparte! Viva la Repubblica!», il generale in capo arringò i militari presenti.
Il decreto venne votato, le assemblee si sarebbero riunite l'indomani a Saint-Cloud. Bonaparte fu nominato comandante delle truppe regolari e della Guardia nazionale della 17ª divisione militare (Parigi e circondario). Mentre il decreto veniva proclamato in tutti i quartieri di Parigi, Bonaparte si recò a cavallo alle Tuileries, seguito da un numeroso corteo di generali e soldati.

#### Ore 9.00
Ammesso con il suo seguito di fronte al Consiglio degli Anziani, Napoleone rivolse loro un discorso. Tale allocuzione, quantomeno singolare, fu accolta da numerosi applausi, e il novello comandante in capo passò in rivista le truppe.
Diecimila uomini, comandati dal generale Lannes, occuparono le Tuileries; le posizioni del Palazzo del Lussemburgo, dell'École militaire, della sede del Consiglio dei Cinquecento (Palazzo Borbone) e dell'Hôtel des Invalides, furono affidate ai generali Milhaud, Murat, Marmont e Berruyer.
Il generale Lefebvre conservò il comando della 17ª divisione militare, e Moreau accompagnò Bonaparte in qualità di aiutante di campo.
Al Palazzo del Lussemburgo Gohier e Moulin constatarono di essere stati abbandonati dagli altri tre componenti del Direttorio, e praticamente prigionieri del generale Moreau. Le varie misure furono attuate con tale decisione e rapidità che alle dieci del mattino il potere del Direttorio era già svanito.
Sieyès e Ducos, addentro al complotto, si recarono come semplici cittadini di fronte al Consiglio degli Anziani.
Barras, Gohier e Moulins tentarono dapprima di opporre resistenza, chiamando il generale Lefebvre per dargli ordini, ma egli rispose che in virtù del decreto non riconosceva altra autorità superiore a quella del generale Bonaparte.
Infine Napoleone, contornato da una folla di generali e soldati, si rivolse indirettamente ai membri del potere esecutivo, apostrofandoli nella sala del Consiglio degli Anziani con frasi sprezzanti.

#### Ore 12.00
Il Consiglio dei Cinquecento si riunì a Palazzo Borbone (attuale sede dell'Assemblée nationale); il presidente Luciano Bonaparte lesse il decreto di trasferimento a Saint-Cloud, i giacobini invano protestarono. Al Palazzo del Lussemburgo, Paul Barras diede le dimissioni; Sieyès e Ducos fecero altrettanto.

#### Ore 14.00
Napoleone Bonaparte e il suo Stato Maggiore posero sotto il controllo delle truppe i punti strategici di Parigi e la via per Saint-Cloud, ma la città rimase tranquilla, continuando la vita di sempre.
Moulin aveva proposto ai suoi colleghi del governo di far arrestare e fucilare Bonaparte, ma ben presto si accorse che una mossa così ardita non era più in suo potere: un distaccamento di soldati inviato attorno al palazzo del Lussemburgo lo fece desistere dal progetto mentre la Guardia del Direttorio si mise di propria volontà a disposizione di Napoleone.

### 19 brumaio

#### Ore 8.00

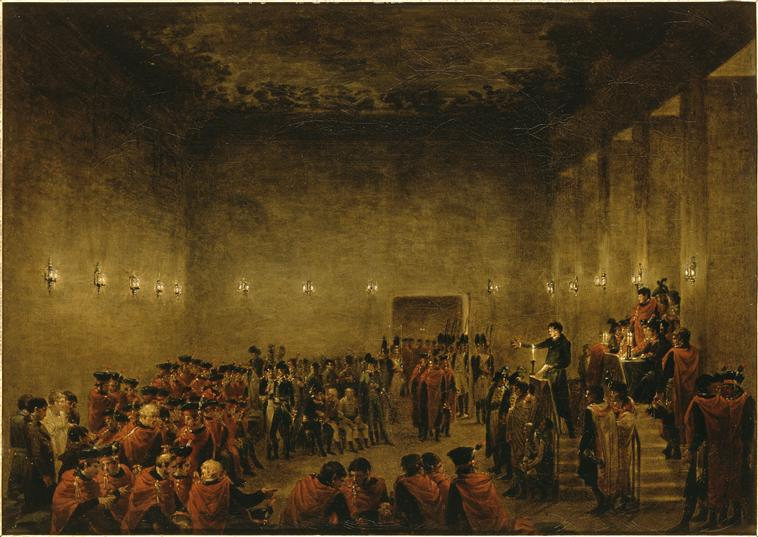
Sala dei Cinquecento a Saint Cloud, dipinto di Jacques Sablet

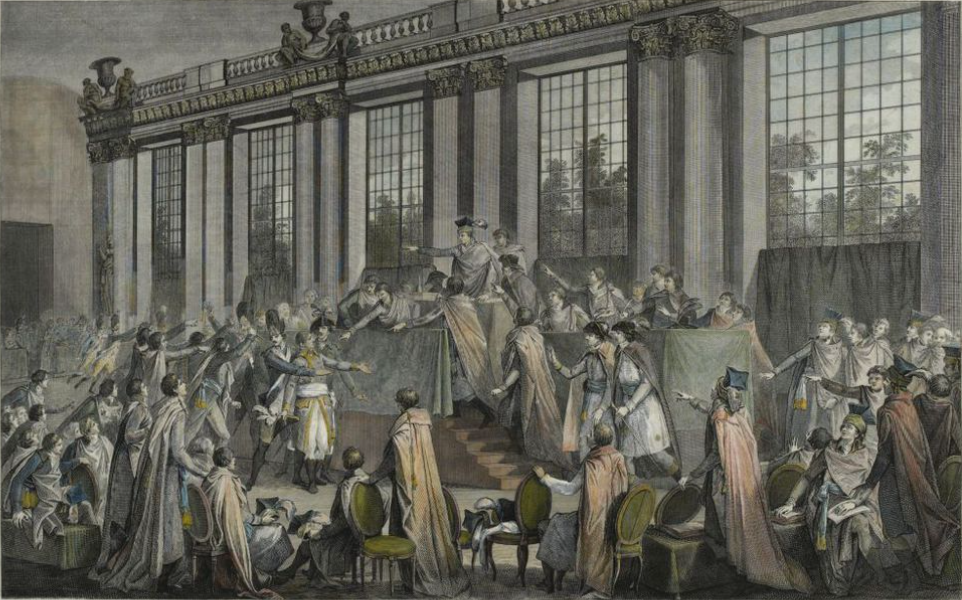
Luciano Bonaparte nella sala dei Cinquecento (Museo della Rivoluzione francese).

I deputati, spesso accompagnati dalle famiglie, raggiunsero Saint-Cloud dove l'animazione era grande. Nel parco bivaccava la Guardia del Consiglio ed una dozzina di compagnie della 79ª Demi-brigade. Il generale Sérurier era incaricato della "protezione" dell'assemblea. Nel castello, operai si affrettavano a predisporre banchi, tribune, tendaggi. Al primo piano dell'ala destra del castello, la galleria di Apollo serviva da sala per il Consiglio degli Anziani; in mancanza di altre grandi sale, il Consiglio dei Cinquecento si riunì nell'Orangerie, al piano terra.

#### Parigi, ore 11.00
Scortato da un distaccamento di cavalleria, Napoleone partì per Saint-Cloud.

#### Saint-Cloud, ore 12.30
Bonaparte e la sua scorta giunsero al castello, accolti da grida discordanti: «Viva Bonaparte» e anche «Viva la Costituzione!» (da chi si opponeva al colpo di Stato).

#### Orangerie, ore 12.30,
Luciano Bonaparte, presidente del Consiglio dei Cinquecento, aprì la seduta. I giacobini presero subito la parola, gridando: «Nessuna dittatura! Abbasso i dittatori! Viva la Costituzione!». Uno di essi fece approvare la mozione che tutti i deputati dovessero prestare giuramento di «fedeltà alla Costituzione dell'anno III».

#### Galleria di Apollo, ore 14.00
Alla seduta del Consiglio degli Anziani diversi deputati giacobini chiesero spiegazioni sul presunto «complotto», causa del trasferimento dell'assemblea a Saint-Cloud.

#### Sale del castello, ore 15.00
Bonaparte e Sieyès si spazientirono, il primo assai contrariato nell'apprendere che i Cinquecento dovevano prestare giuramento alla Costituzione.

#### Galleria d'Apollo, ore 15.30
Gli Anziani seppero delle dimissioni di tre componenti del Direttorio, domandarono quindi ai Cinquecento di designare trenta candidati; la seduta fu sospesa.
Napoleone seguito dai suoi aiutanti di campo entrò d'impeto nella sala, protestando contro chi lo considerava un «novello Cesare», un «novello Cromwell», e lo accusava di voler «stabilire un governo militare». Pronunciò una veemente arringa.
«E la Costituzione?», lo interruppe il deputato Linglet.
Bonaparte ribatté che quella era già stata violata in più di un'occasione, e protestò la propria dedizione alla causa della libertà. Gli vennero domandati i nomi dei cospiratori. Rispose affermando la propria fiducia nel Consiglio degli Anziani, viceversa la propria diffidenza nei confronti del Consiglio dei Cinquecento, «dove si trovano gli uomini che vorrebbero riportarci alla Convenzione, ai comitati rivoluzionari e ai patiboli». Concluse minacciando di fare appello all'esercito e uscì dalla galleria.

#### Orangerie, ore 16.00
Mentre si apprestavano a giurare di difendere la Costituzione, i deputati del Consiglio dei Cinquecento appresero delle dimissioni di Barras. Iniziò la discussione sulla maniera di sostituirlo.

#### Ore 16.30
Bonaparte entrò nell'Orangerie, accompagnato da alcuni granatieri. In quel momento l'assemblea procedeva, nella più grande agitazione, all'appello nominale per il giuramento.
Alla vista di Bonaparte e dei granatieri, scoppiarono ovunque imprecazioni e grida, per lo più rivolte contro il «dittatore» e inneggianti alla legge e alla Costituzione; si udì anche qualche flebile «viva Bonaparte!». Secondo Furet e Richet ("La Rivoluzione francese", Milano 2004, p.587) Bonaparte fu "sopraffatto e malmenato da alcuni deputati giacobini, viene travolto in una specie di mischia ai piedi della tribuna. Aiutati da Lefebvre e Murat, i suoi soldati lo liberano e lo trascinano via ansante e semisvenuto. Sul volto pallidissimo alcune pustole scorticate sanguinano leggermente".
Bonaparte, credendosi in pericolo, uscì, scortato da quattro granatieri, senza poter proferire parola.

#### Sala adiacente all'Orangerie, ore 16.35
Napoleone entrò, trovandovi Sieyès, e gli disse: «Vogliono mettermi fuori legge». Sieyès rispose: «Sono quello che sono», ed aggiunse che era il momento di mettere in marcia le truppe.

#### Orangerie, ore 16.30
Luciano Bonaparte, presidente del Consiglio dei Cinquecento, tentò di difendere il fratello, ma il suo discorso venne accolto da fischi; abbandonò allora la seduta e ne lasciò la presidenza a Jean-Pierre Chazal.
In un grande disordine, alcuni deputati domandarono l'incriminazione di Napoleone Bonaparte, altri, che lui lasciasse il comando delle truppe, altri ancora infine che Luciano Bonaparte riprendesse la presidenza per mettere ai voti l'«hors la loi» (lett: fuori legge, provvedimento che autorizzava qualunque cittadino ad uccidere colui che era colpito dal provvedimento).
Luciano Bonaparte riprese la presidenza ma il tumulto continuò, così sciolse la seduta; nel frattempo un picchetto di granatieri inviato dal fratello entrò nella sala e lo portò via.

#### Ore 17.00
Napoleone, alla falsa notizia che era stato messo fuori legge, si precipitò alla finestra gridando «All'armi!», rivolto alle truppe intorno; passando poi nel cortile dove venne raggiunto dal fratello, montò a cavallo. Prese quindi la parola: «Soldati, vi ho portato alla vittoria; posso contare su di voi?» Grida: «Sì! Sì! Viva il generale!».
Fu lo stesso Luciano Bonaparte ad incitare le truppe a riportare l'ordine nell'assemblea, e nacque in quel momento il "mito del pugnale", secondo il quale alcuni deputati avrebbero voluto pugnalare Napoleone, per giustificare l'intervento dell'esercito.

#### Orangerie, ore 17.30
Dopo l'uscita di Luciano Bonaparte, i deputati avevano continuato a discutere, nel tumulto generale. Sentirono il rullare dei tamburi e le grida di «Viva Bonaparte». Questi non ebbe che da fare un passo ancora e il destino si compì: alcuni soldati ai suoi ordini entrarono nella sala dell'Orangerie, baionette inastate, e ne fecero uscire con le buone o le cattive tutti i deputati presenti.
Il generale Leclerc si fece avanti e disse: «Cittadini rappresentanti, non possiamo più garantire la sicurezza del Consiglio, vi invito a ritirarvi».
Dopo qualche replica, Murat gridò deciso: «Fuori! Fuori tutti!». La maggioranza dei deputati uscì nel parco dalle finestre, abbandonando i propri paludamenti.
L'immagine dei deputati intenzionati a pugnalare Napoleone, e in fuga dalle finestre, è stata molto diffusa; nei fatti Napoleone seppe approfittare della situazione volgendo a proprio favore un colpo di Stato, iniziato come fatto parlamentare e finito come fatto militare.
Nel frattempo il segretario generale della polizia, Fouché, aveva predisposto alcune misure, in virtù delle quali i deputati, nel lasciare Saint-Cloud, non potevano rientrare direttamente a Parigi, precauzione presa per evitare il riformarsi dell'assemblea in piena città, maggiormente protetta dalla presenza del popolo.

#### Galleria d'Apollo, ore 18.45
All'apprendere quello che stava succedendo nell'Orangerie, il presidente Cornudet fece votare il seguente decreto: «Il Consiglio degli Anziani, datosi lo scioglimento della seduta del Consiglio dei Cinquecento, decreta quanto segue: avendo quattro su cinque membri del Direttorio dato le dimissioni, sarà nominata una commissione esecutiva provvisoria composta da tre membri». Il corpo legislativo fu aggiornato al 1º nevoso (22 dicembre), mentre una commissione tratta dal Consiglio degli Anziani avrebbe esercitato nel frattempo il potere legislativo.

#### Ore 19.00
Bonaparte e Sieyès, non soddisfatti del precedente decreto, decisero di riunire quanti deputati dei Cinquecento a loro favorevoli si fossero potuti richiamare.

#### Orangerie, ore 21.00
In tutto si riuscì a riunire una cinquantina di deputati del Consiglio dei Cinquecento; Luciano Bonaparte ne assunse la presidenza, proponendo quindi al Consiglio degli Anziani di riorganizzare un nuovo Consiglio, escludendone i membri ostinatamente schierati per la vecchia Costituzione. La proposta venne presa in considerazione; i due consigli abolirono di comune accordo il Direttorio, si formò una commissione per la revisione della Costituzione; una commissione "consolare esecutiva", composta da Sieyès, Ducos e Bonaparte ereditò il potere del Direttorio; i tre Consoli prestarono giuramento di fedeltà «alla sovranità del popolo, alla Repubblica una e indivisibile, alla libertà, all'uguaglianza e al sistema rappresentativo». La nazione accettò queste promesse. Lo stesso giorno i Cinquecento dichiararono che i generali e i soldati che la mattina precedente avevano fatto irruzione nell'Orangerie «avevano ben meritato dalla Patria».

### 20 brumaio
Gli Anziani e i Cinquecento presenti designarono venticinque membri di ogni assemblea, davanti ai quali i tre consoli prestarono giuramento. Bonaparte dichiarò «Cittadini, la Rivoluzione ha fissato i principi che le hanno dato origine, essa è finita».
Prima decisione importante del Primo console (Napoleone) la nomina di Gaudin al posto strategico di Ministro delle finanze; costui fu uno dei suoi più stretti collaboratori, prestando la propria opera per tutto il Consolato e poi per tutto l'Impero, dall'11 novembre 1799 al 1º aprile 1814, quindi ancora durante i Cento giorni dal 20 marzo al 22 giugno 1815.
Il Consolato era nato: un regime autoritario diretto da tre consoli, di cui solo il Primo deteneva realmente il potere; la Francia entrava in una nuova fase della sua storia.